# Мстизьке Євангеліє

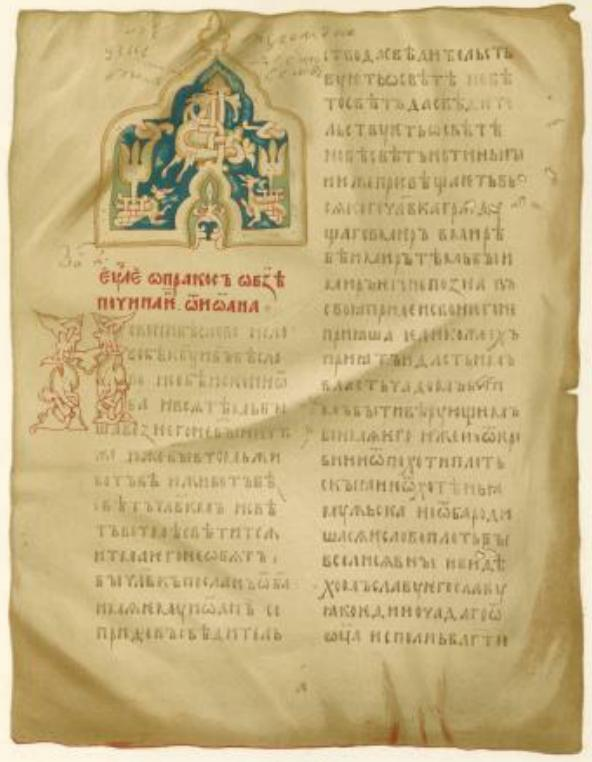
Сторінка Євангелія

Мстизьке Євангеліє — білоруська рукописна пам'ятка XIV століття.

## Зміст
Написане церковнослов'янською мовою напівстатутом в дві колонки по 24 рядки в кожній на 187 пергаментних сторінках. Містить початки текстів Євангелій від Іоанна, Матвія, Луки, соборник — покажчик євангельських читань у свята.

## Художнє оформлення
В Євангелії одна заставка і близько 350 ініціалів в тератологічному стилі. На одному з ініціалів (буква В) зображений селянин з лопатою.
Прикраси виконані в чотирьох кольорах: синій, червоний, зелений і жовтий. На срібних пластинах шкіряної палітурки вигравіювані зображення євангелістів і Христа на хресті. На першій сторінці напис XVI століття про те, що мінський бурмістр Василь Лах пожертвував цей екземпляр церкві св. Юрія (Мстиж, Борисовський район).
Знайдене в Мінську у другій половині XIX століття, 1869-го передане у Віленську публічну бібліотеку. Зараз зберігається в бібліотеці АН Литви.